# José Miguel González Rey
José Miguel González Rey, més conegut com a Josemi, (Torremolinos, 15 de novembre de 1979) és un exfutbolista espanyol, que jugà en posicions defensives, majoritàriament de lateral dret, i de vegades, de lateral esquerre i defensa central.

## Trajectòria
Josemi es va formar en la pedrera del Màlaga CF fins a debutar en el primer equip en la primera divisió espanyola. L'estiu del 2004 Rafael Benítez Maudes va arribar a la banqueta del Liverpool FC, club que a petició del seu tècnic es va fer amb els serveis de Josemi després d'abonar 2 milions de lliures. En l'equip dels reds va sofrir una lesió de genoll que el va mantenir lesionat 4 mesos i no va gaudir de la continuïtat necessària.
El 29 de desembre del 2005 es va fer públic l'acord amb el qual havien arribat el Liverpool CF i el Vila-real CF. Per aquest acordo Josemi passava al club espanyol, mentre que el fins llavors jugador del Vila-real Jan Kromkamp passava a la disciplina del Liverpool. En el Vila-real FC jugà 32 partits i no anotà cap gol.
El 4 de juliol del 2008 es va anunciar el fitxatge de Josemi pel RCD Mallorca de la Primera Divisió espanyola.
El 2010 va anar a jugar a la Lliga grega de futbol fins que finalment es retirà el 2015.

## Palmarès
- 1 Copa Intertoto (Málaga Club de Fútbol, 2002-2003)
- 1 Lliga de Campions (Liverpool Football Club, 2004-2005)
- 1 Supercopa d'Europa (Liverpool Football Club, 2005-2006)